# Brittany Abercrombie
Brittany Abercrombie (ur. 28 grudnia 1995 w Escondido) – portorykańska siatkarka pochodzenia amerykańskiego, reprezentantka kraju, grająca na pozycji atakującej. 
W 2021 roku otrzymała obywatelstwo portorykańskie, gdyż jej matka urodziła się na Portoryko.

## Sukcesy reprezentacyjne
Mistrzostwa Ameryki Północnej, Środkowej i Karaibów:
- 2021

Puchar Panamerykański:
- 2023[4]